# مجموعة أحمد حمد القصيبي وإخوانه
مجموعة أحمد حمد القصيبي وإخوانه (AHAB أو مجموعة القصيبي) هي مجموعة أعمال سعودية كبيرة ومتنوعة مملوكة للعائلة، قام بتأسيسها حمد أحمد القصيبي في أواخر الأربعينيات من القرن الماضي كشركة تجارية تقدم خدمات الصرافة في مدينة الخبر الساحلية النامية، اجتمع أبناؤه الثلاثة: أحمد وعبد العزيز وسليمان (الثلاثة متوفين) لتأسيس «مجموعة أحمد حمد القصيبي وإخوانه» المعروف أيضًا باسم AHAB. نمت الشركة فيما بعد لتصبح واحدة من أهم الشركات الخاصة في المملكة التي تمتلك علامة تجارية مشهورة وخاصة، وقد وسَّعت الشركة عملياتها لتشمل العالم الأكثر ربحًا كـ: تعبئة امتيازات بيبسي كولا، وخدمات حقول النفط لشركة النفط العملاقة أرامكو، بالإضافة إلى العقارات والضيافة، الأغذية والمشروبات، والاستثمارات في المصارف، والتأمين والنقل البحري والتجارة والمالية و التصنيع، كما أُعيد تنظيم الشركة لتُصبح شركة قابضة وبهذه الطريقة تم تثبيتها ضمن أكثر بيوت الأعمال احترامًا في الشرق الأوسط.
يتكون مجلس إدارة مجموعة القصيبي من يوسف أحمد القصيبي (رئيس مجلس الإدارة)، داود سليمان حمد القصيبي (نائب رئيس مجلس الإدارة)، وعبد المحسن أحمد القصيبي وسماح عبد العزيز حمد القصيبي ووليد خالد أحمد القصيبي.
تُعد مجموعة أحمد حمد القصيبي وإخوته شراكة عامة مملوكة لورثة الإخوة المؤسسين الثلاثة، توفي سليمان الأصغر من الإخوة المؤسسين الثلاثة في فبراير 2009، ثم نُقلت ملكيته إلى ابنه داود سليمان القصيبي وابنتيه، نقل المؤسس الآخر أحمد الذي توفي عام 1991 حقوقه إلى أبنائه يوسف أحمد القصيبي وعبد المحسن أحمد القصيبي وخالد أحمد القصيبي وثلاث من بناته، أما بالنسبة لعبد العزيز فقد توفي الشريك المؤسس الثالث في عام 2003، ثم نُقلت ملكيته إلى زوجته وابنه سعود وبناته الست، يمتلك كل من المؤسسين الثلاثة ثلث المجموعة.
تشمل استثمارات مجموعة أحمد حمد القصيبي وإخوته ممتلكات عقارية ضخمة وفندق القصيبي وسلاسل المأكولات والمشروبات (كالي برجر وبوبايز وفانيليز) والشحن ومشاريع التجارة والتصنيع، لدى مجموعة القصيبي شراكات مع جوتن و كراون هولدنجز في عمليات التصنيع في جميع أنحاء الشرق الأوسط، تضمنت أنشطتها التجارية الماضية كونها المورد الرئيسي لقطع الغيار لشركة النفط العملاقة -أرامكو السعودية- وتمثل حاليًا شركات متنوعة مثل شركة جيومونت الفرنسية.

## روابط خارجية
- أحمد حمد القصيبي وإخوانه